# Crème Yvette
Crème Yvette, également appelée Crème d'Yvette ou Crème de Yvette, est une liqueur brevetée fabriquée à partir de violette accompagnée de mûres, de framboises rouges, des fraises des bois et du cassis, du miel, des écorces d'orange et de la vanille. Elle a été initialement produite par l'entreprise Charles Jacquin et Cie à Philadelphie, Pennsylvanie, qui a acheté la marque précédemment créée par la Sheffield Company du Connecticut. Elle est devenue presque impossible à trouver après l'arrêt de la production en 1969. La liqueur a toutefois été ressuscitée par Rob Cooper, le créateur de St. Germain, une liqueur à base de fleur de sureau.
À l'automne 2009, 40 ans après l'arrêt de la production, Charles Jacquin et Cie réintroduit la liqueur. Un article rédigé par Martha Stewart pour l'édition de mars 2010 du magazine Living explique que « la Crème d'Yvette, une liqueur violette vieille de 100 ans, a été rééditée. Mélangeant des baies fraîches, de la vanille, des épices et des pétales de violette, cette liqueur élaborée possède une douceur subtile qui prend vie lorsqu'elle est mélangée à du vin mousseux. »
De nombreuses boissons nécessitant de la Crème d'Yvette peuvent être préparées avec de la crème de violette.